# 中國泰豐床品控股
中國泰豐床品控股有限公司，簡稱中國泰豐床品控股（英語：China Taifeng Beddings Holdings Limited，港交所除牌前0873.HK），在2001年由刘庆平（董事長）創立，首席執行官為劉純衛。名為「山東泰豐紡織有限公司」，上市前身「泰豐控股有限公司」，以及「國際泰豐控股有限公司」。
而股份則在2010年6月11日於香港交易所主板上市。招股價為3.09港元，全球發售為280,000,000股，集資額為865,200,000港元。
現時業務在中國內地經營设计、研发、生產、零售等床罩、枕头、枕套、被褥及被套等系列產品，品牌為「泰豐」和「IBEKA」。總部位於中国山东省济南市莱芜区高新科技开发区。
2019年2月15日，港交所上市上訴委員會之覆核聆訊，裁定該公司為取消上市地位，日期為2019年2月21日。

## 連結
- Taifeng.cc